# Euphastia
Euphastia is een geslacht van vlinders van de familie tandvlinders (Notodontidae).

## Soorten
- E. nubila Druce, 1901
- E. ophidera Dognin